# Patrick Hillery
Patrick John Hillery (en irlandès: Pádraig Séan O hIrighile) (Miltown Malbay, Irlanda, 1923 - Dublín, 2008) fou un metge i polític irlandès, Vicepresident de la Comissió Europea entre 1973 i 1976 i President d'Irlanda entre 1976 i 1990.

## Biografia
Va néixer el 2 de maig de 1923 a la població de Miltown Malbay, situada al Comtat de Clare. Va estudiar medicina a la Universitat de Dublín, però ben aviat abandonà la seva professió per dedicar-se a la política.

## Activitat política
Membre del Fianna Fáil, fou escollit diputat al Dáil Éireann per primera vegada en les eleccions de 1951. Sota la presidència d'Eamon de Valera fou escollit successivament Ministre d'Educació (1959-1965), Ministre d'Indústria i Comerç (1965-1966), Ministre de Treball (1966-1969) i Ministre d'Afers Exteriors (1969-1973).
L'any 1973 abandonà la política nacional per esdevenir Comissari Europeu en la Comissió Ortoli, sent nomenat Vicepresident i Comissari Europeu de Treball i Assumptes Socials.
El 1976 retornà a la política nacional per esdevenir President d'Irlanda, càrrec que ocupà fins al 1990. El 12 d'abril de 2008 va morir a la seva casa de Dublín a l'edat de 83 anys, després de patir una curta malaltia.